# Transporte en el Antiguo Egipto

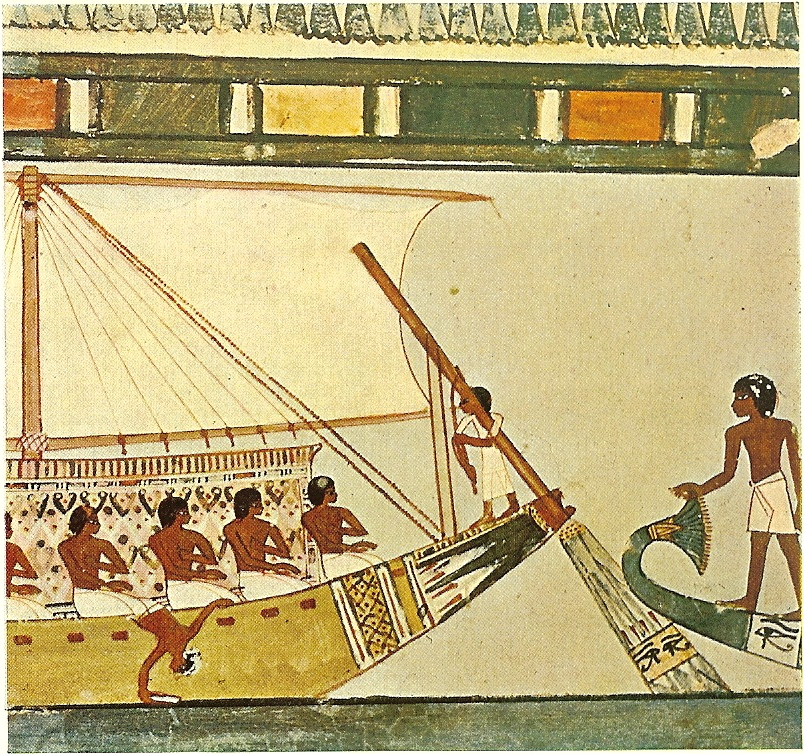
Barcos egipcios. Tumba de Menna.

El transporte en el Antiguo Egipto utilizaba principalmente la vía fluvial: el Nilo. El río era el nexo de unión de las distintas ciudades desde la segunda catarata en la Baja Nubia hasta el Mediterráneo; y costeando éste, a diversas ciudades (como Biblos). También estuvieron comunicados con los países del Oriente Medio, mediante la Vía Maris, mientras que los caminos terrestres del interior se utilizaban para acceder a los distintos oasis, a las minas y canteras, así como para salvar las cataratas del Nilo.
Este sistema de transporte eminentemente fluvial dificultó la entrada de invasores extranjeros, al ser un territorio que apenas poseía vías de comunicación por tierra y que estaba defendido por el desierto y la zona pantanosa del Delta. 
El transporte era primordial para el comercio, y éste para la economía egipcia ya que una de las características tempranas del Antiguo Egipto fue el gusto de sus ciudadanos por los objetos de lujo exóticos, desde oro y piedras preciosas de Oriente hasta los animales, marfil y ébano del África negra, que pagaban con sus exportaciones de trigo, orfebrería, perfumes, papiro e incluso vino. 
Como el resto de las actividades económicas, el transporte estaba controlado por el faraón, que delegaba su gestión en una eficaz administración cuyos funcionarios eran los escribas. Las caravanas o barcos extranjeros debían pagar aranceles,

### Uso Carpintería Naval
Los egipcios desarrollaron técnicas avanzadas de carpintería para ensamblar las maderas de sus embarcaciones. Una de las más destacadas fue el uso de mortajas y espigas, un sistema que consiste en insertar una espiga de madera en una mortaja correspondiente en la pieza adyacente, asegurando una unión fuerte y duradera. Este método permitía la construcción de cascos más robustos y resistentes al desgaste, facilitando reparaciones y aumentando la longevidad de las embarcaciones. 

## Transporte terrestre

La Vía Maris (violeta), el Camino de los Reyes (rojo) y otras rutas comerciales antiguas, c. 1300 a. C.

El tráfico terrestre estaba organizado a base de caravanas que cruzaban Nubia paralelas al Nilo, y por recuas que unían los oasis con el río. Cuando se construían canales, se utilizaba el material extraído para hacer un dique longitudinal, que una vez apisonado constituía un camino paralelo, tanto para circular hombres y animales, como para la sirga de las barcas. 
Las rutas que comunicaban las minas y canteras con las ciudades de destino y los puertos del mar Rojo seguían el curso de los diferentes uadis que unían las montañas con el valle del Nilo, fáciles de recorrer por se anchos y de fondo plano.
Existían cuerpos de vigilantes de caminos, dependientes de los gobernadores aunque la seguridad total nunca se alcanzó y los asaltos eran cotidianos. Una de las rutas más vigilada y cuidada era el llamado camino de Horus, que unía Egipto con Asia, desde el brazo pelusiaco hasta la ciudad de Rafah, en Gaza. Estaba equipado con un sistema de almacenes y pozos situados a una jornada de distancia unos de otros, lo que permitía a las caravanas y al ejército cruzar el desierto de Sinaí. Entre 1560 y 1081 a. C. se construyeron fortalezas militares para proteger tanto el camino como los pozos. Un ramal de esta ruta llevaba hasta las minas de cobre y turquesa del sur del Sinaí. Su prolongación era la llamada Vía Maris.
De entre los animales de tiro, el asno constituía el más utilizado desde que fue domesticado en el IV milenio a. C. Hasta la invasión de los hicsos no hubo caballos en Egipto, que se reservaron para los carros de guerra. El camello era conocido desde el Imperio Nuevo, pero no fue utilizado como medio de carga y desplazamiento en el desierto hasta el Período Tardío, en el siglo VII a. C.

## Navegación fluvial

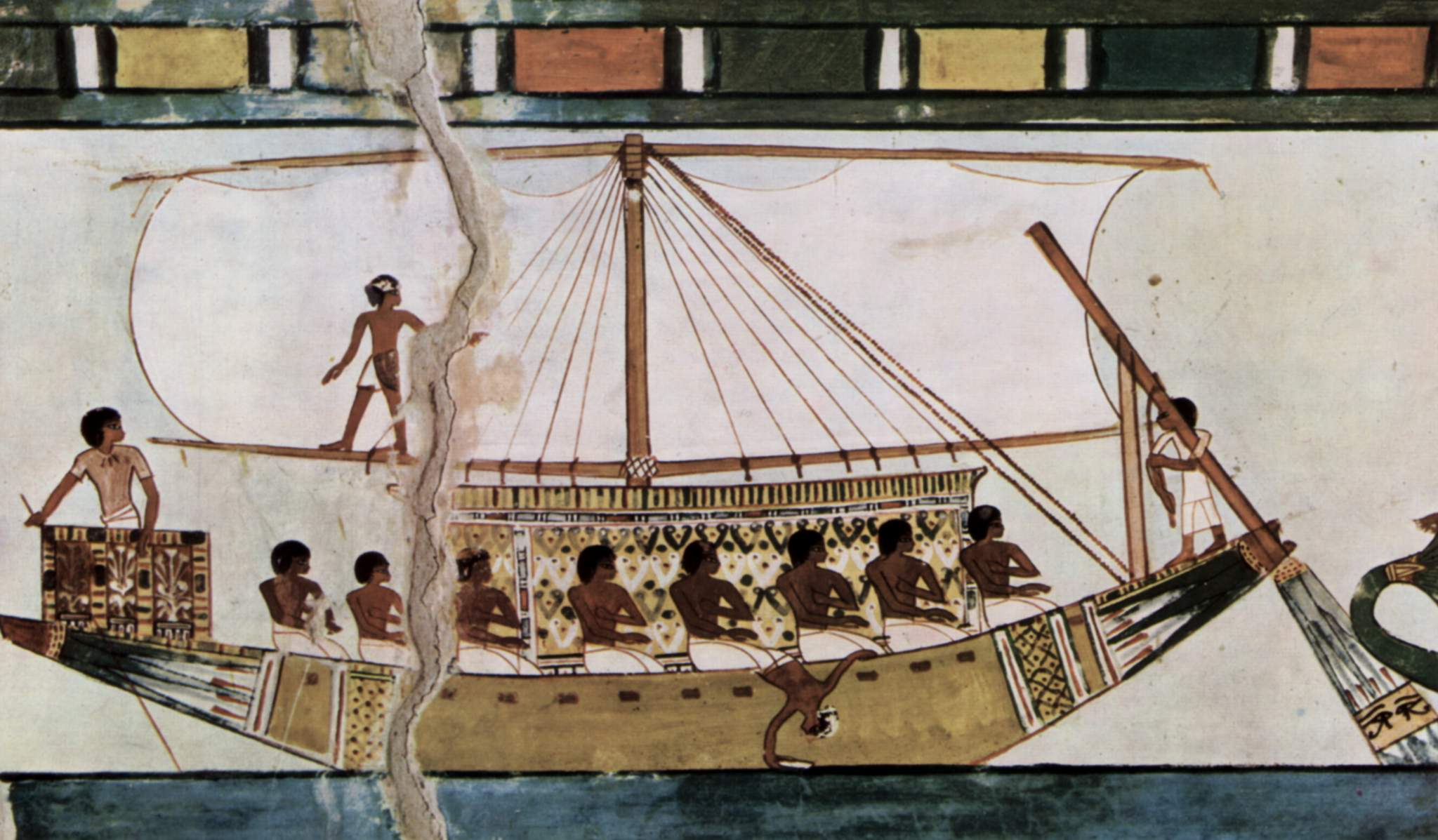
Barca fluvial. (1420 a. C.)

En Egipto se prefería la navegación a cualquier otro medio de transporte, y la comunicación entre las distintas ciudades era posible utilizando el Nilo y sus brazos e incluso alguno de los numerosos canales que construyeron los distintos faraones, como el Bahr Yussef, que unía el Nilo con el oasis de El Fayum. También era la navegación el sistema de unión entre las orillas por medio de pequeñas embarcaciones públicas, ya que apenas se construyeron puentes: de hecho no se conoce ninguna palabra egipcia con ese significado.
Viajar por el Nilo era sencillo: a remo hacia el norte a favor de la corriente, o a vela al sur a favor de los vientos, y los egipcios navegaron desde la época prehistórica. Y no solo lo hicieron por el río, sino por los canales navegables que construyeron. Así, Sesostris III construyó un canal paralelo a la Primera catarata para poder llegar por barco al país de Kush.
En la época Naqada II ya se utilizaban barcos construidos con tablas de madera, de doce a quince metros de eslora, tripulados por hasta 32 hombres. Durante la dinastía IV hay constancia de barcos de 43 metros. En la dinastía V los barcos de cabotaje están ya muy desarrollados.

### Técnicas de Impermeabilización
Para proteger las embarcaciones de las filtraciones de agua, los egipcios aplicaban técnicas de impermeabilización utilizando materiales como brea y resinas naturales. Estas sustancias se aplicaban entre las juntas de las maderas y sobre la superficie del casco, creando una barrera que prevenía la entrada de agua y protegía la estructura de la embarcación durante sus viajes, especialmente en el mar Mediterráneo y el mar Rojo.

Los egipcios tenían distintas clases de embarcaciones:

### Naves de pasajeros o de carga
De diversos tamaños, tenían en común la semejanza entre proa y popa, una vela cuadrada y remos. Como ancla se utilizaba un bloque de piedra y dos largos remos sujetos a la popa servían de timón. Fabricados con madera de acacia o cedro importado del Líbano, decorados los de la nobleza, se usaban para los viajes de inspección, desplazamiento de tropas o transporte de mercancías, incluido el de los bloques de piedra para construcción trasladados desde las canteras del Alto Egipto. Estos últimos avanzaban gracias a remos y velas, aunque a veces necesitaban ayuda y eran arrastrado desde la orilla con cuerdas. 

### Barcas reales

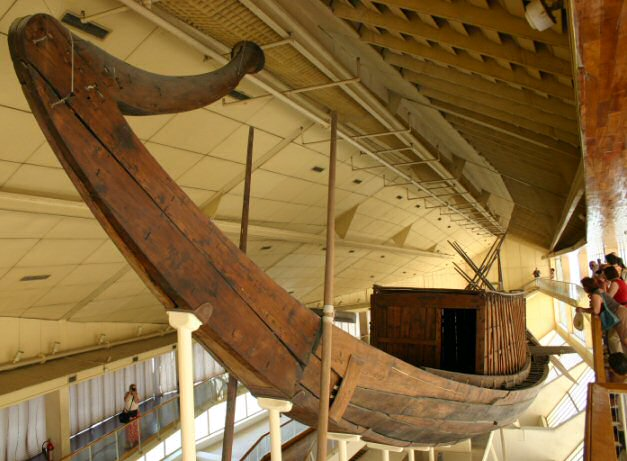
Barca de Keops hallada en Guiza.

Utilizadas para los viajes del faraón, incluido el de su momia hasta la tumba, se conocen por las imágenes y maquetas que han dejado en sus sepulturas y porque algunos faraones enterraron barcas para sus viajes por el Más Allá para imitar allí a Ra, que tenía una para el día y otra para la noche, las llamadas barcas solares. 
Entre las más conocidas están las dos encontradas junto a la pirámide de Keops. Una de ellas, de 43,3 m de eslora y 5,6 de manga y compuesta por más de mil piezas, se reconstruyó y está expuesta en el Museo de la Barca Solar. En la necrópolis de Abidos David O'Connor encontró en 1991 una serie de fosas revestidas de ladrillos de adobe que contenían barcas similares de entre 18 y 24 m de eslora. Pendientes de datación exacta, la fecha más antigua que se baraja es la correspondiente al reinado de Aha (3007-2975 a. C.)

### Botes

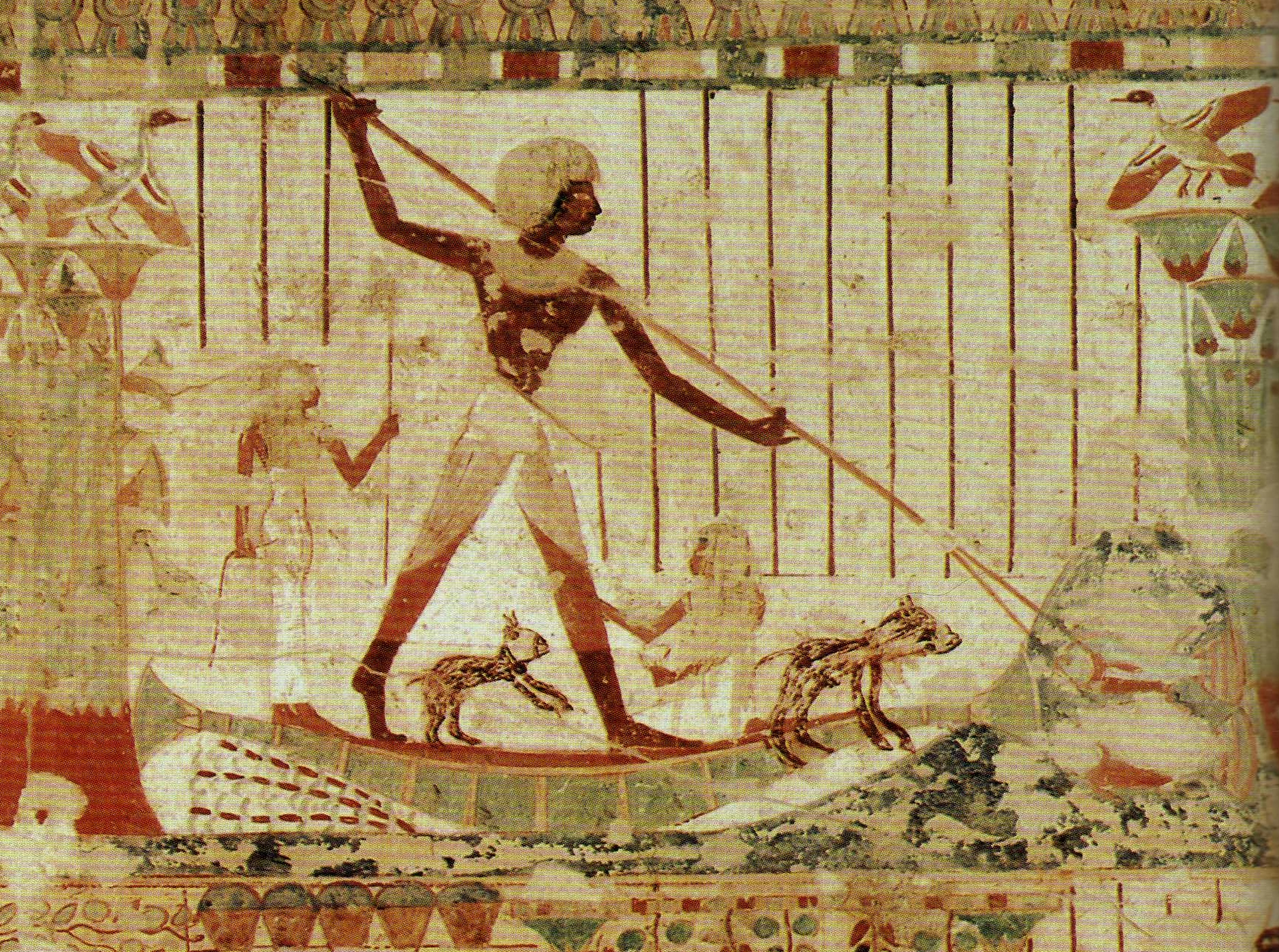
Bote elaborado con papiros.

Fabricados con manojos de papiros atados, se utilizaban para la pesca o la caza de aves acuáticas. Generalmente iban en ellas dos personas en pie y se impulsaban con pértigas.

### Barcos
Con el fin de mejorar la maniobrabilidad de sus embarcaciones, los egipcios incorporaron timones dobles en la popa de sus barcos. Esta disposición permitía un control más preciso de la dirección, facilitando la navegación en aguas abiertas y en condiciones de viento variable. La presencia de dos timones también proporcionaba redundancia, asegurando que la embarcación pudiera seguir su curso incluso si uno de los timones fallaba.  

### Naves religiosas
Lujosamente acabadas, eran utilizadas durante los festivales en honor de los distintos dioses, celebrados tanto en el río como en los lagos artificiales construidos en los templos.

### Naves de guerra
A finales del IV milenio a. C. ya hubo enfrentamientos con flotas extranjeras, tal como muestran las imágenes pintadas en la tumba 100 de Hieracónpolis, en las que unas barcas blancas con la quilla egipcia (curvada) se enfrentan a otras negras de quilla vertical. 
En la marina de guerra se conocen hasta 19 rangos divididos en dos grupos: oficiales de marina y administradores de marina. Muchos de sus portadores poseían también títulos asociados al ejército, lo cual demuestra la importancia que la movilización de tropas embarcadas alcanzó durante esta época.

## Navegación marítima

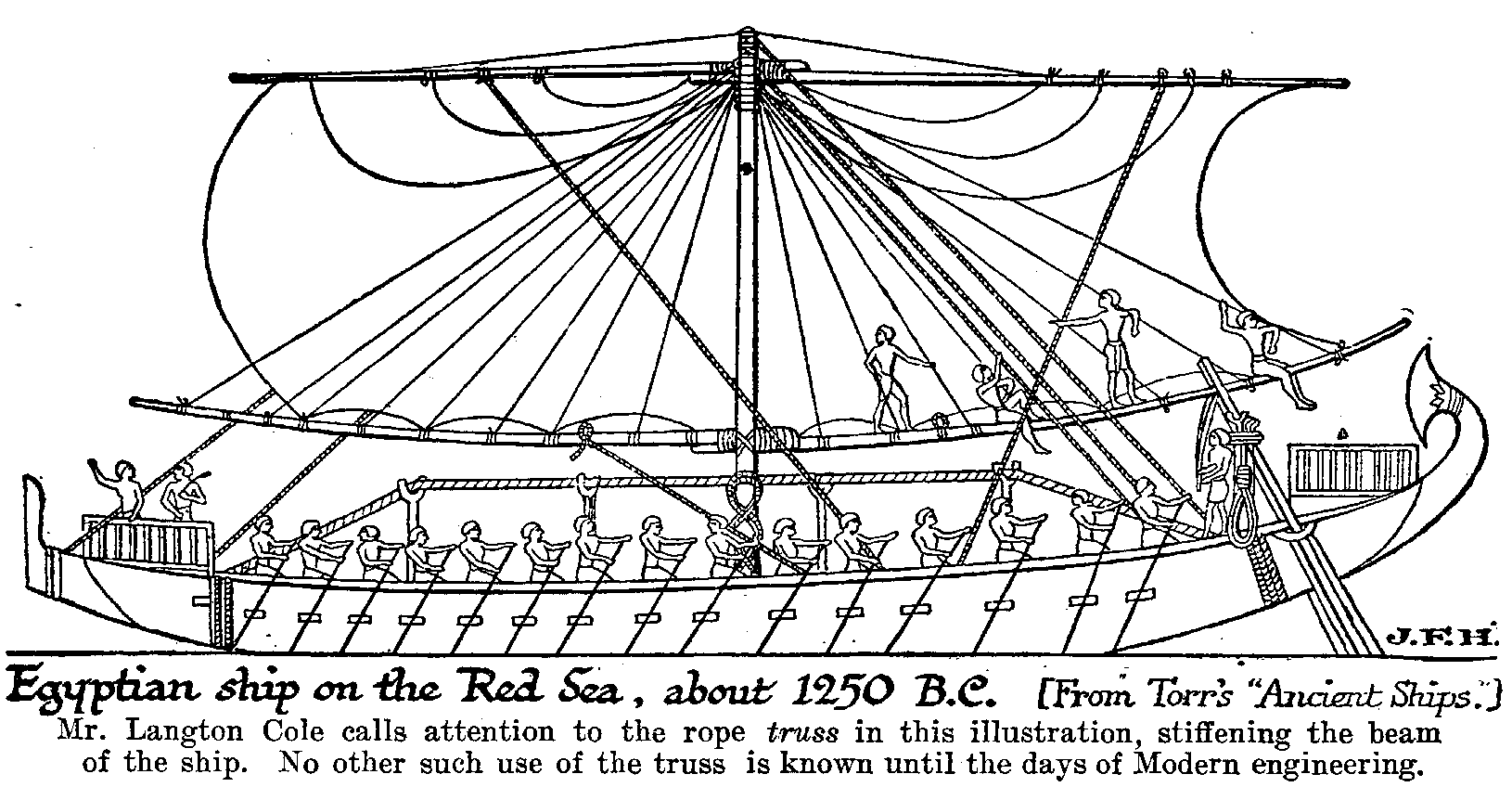
Nave de carga para navegar por mar. (1250 a. C.)

Los egipcios utilizaban la navegación de cabotaje, es decir, costeando de puerto en puerto. Las naves eran grandes barcos con remos y velas cuadradas, se utilizaron para las expediciones marítimas comerciales que traían resina y madera del Líbano, (Escalas del abeto) y marfil e incienso del país de Punt (Escalas del incienso). Su principal destino era Keben (Biblos), y los barcos utilizados en el Mediterráneo se llamaron kebenit, y eran comprados en Biblos o construidos en los astilleros egipcios con madera importada y siguiendo el modelo fenicio: un largo casco curvado con espolón en la proa y una popa elevada, con dos casetas a cada extremo. Una soga pasaba por cuatro apoyos y unía los extremos, y en el centro se instalaba un mástil que portaba una vela rectangular. En popa había dos timones, uno a cada costado. Cuando el viento amainaba, la tripulación tomaba los remos. Además de los marinos en los barcos viajaban soldados y los siempre presentes escribas, encargados de registrar cualquier aspecto del viaje.
Ambas líneas marítimas podían unirse: los barcos llegados del Mediterráneo subían por el brazo Tanítico hasta Bubastis y se desviaban por un canal hasta alcanzar el uadi Tumilat, que era navegable en épocas de grandes crecidas por naves de poco calado. Atravesando los Lagos Amargos la vía alcanzaba el golfo de Suez.

El canal de los Faraones unía los mares Mediterráneo y Rojo.

### Ruta de Biblos
Según una leyenda sobre Osiris, su féretro viajó por el brazo Tanítico hasta el mar, que lo llevó a Keben donde lo encontró Isis. La diosa recibió ayuda de la reina de Biblos, comenzando unas relaciones de amistad que nunca se interrumpieron; A pesar de las innumerables guerras que enfrentaron a egipcios y asiáticos, los barcos egipcios siempre fueron bien recibidos en Keben, cuyo rey tenía el título de príncipe de Egipto. Solo se interrumpió este comercio en la época de los hicsos, produciéndose una escasez de resina y madera de abeto (ash) que afectaba tanto a la momificación como a la construcción de barcos y objetos decorativos. Entre las expediciones conocidas figuran los 40 barcos enviados por Seneferu a Líbano y Siria, para comprar madera;  
En época de Ramsés II los pueblos del mar comenzaron a ser un peligro para la navegación, por lo que los barcos iban protegidos; según la descripción de Ramsés III, navegaban en flotillas protegidas por soldados:

He hecho barcos a Amón, barcos con arcos en la Gran Verde. Los he provisto de jefes, arqueros y capitanes, acompañados con numerosas tripulaciones para transportar los bienes de la tierra de Fenicia y de los países extranjeros hasta los grandes depósitos de Tebas la victoriosa.
Papiro de Harris

### Ruta del mar Rojo

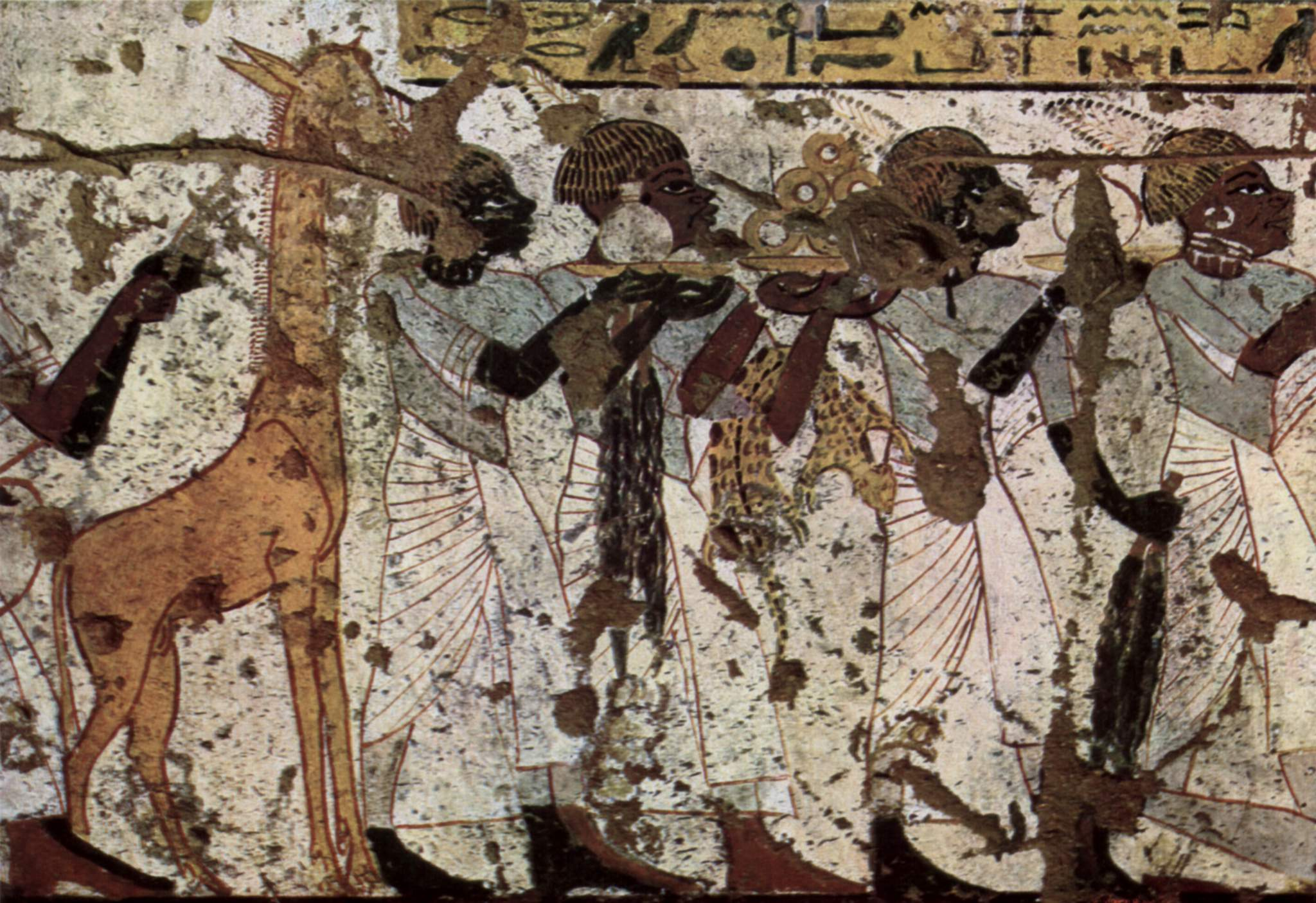
Desfile de africanos con lujosas ofrendas para los egipcios.

Los viajes por el mar Rojo tenían como destino Pwnt (Punt) para conseguir ébano, mirra, electrum (una aleación de oro y plata) y animales exóticos, que pagaban con objetos de adorno, espejos y armas. Su existencia está documentada desde el año 2500 a. C., durante el reinado de Sahura. A partir del Imperio Nuevo los faraones encargaron traer árboles vivos, para plantar en los jardines de palacios y templos.
Los beduinos del desierto árabe intentaron cortar esta ruta, competencia directa de sus caravanas, y parece que se interrumpió durante el reinado de Pepi II y durante la dominación hicsa. Hatshepsut volvió a recuperarla, enviando una expedición de cinco barcos que trajeron 

...todas las buenas maderas aromáticas de la Tierra del dios, montones de resina de mirra, jóvenes árboles de mirra, ébano, marfil puro, oro verde de Amu, madera de cinamomo, madera-hesyt, incienso-ibemut, incienso, pintura de ojos, monos, babuinos, perros, pieles de pantera del sur, y varios siervos con sus hijos.

Ramsés II, que residía en el Delta, restauró el canal entre los dos mares, pasando por las ciudades de Pi-Ramsés, Bubastis y Pi-Atum, y en sus márgenes levantó estelas de granito que proclamaban su gloria.

### Canal de Necho II: Precursor del Canal de Suez
El faraón Necho II, quien gobernó Egipto entre 610 y 595 a. C., emprendió la construcción de un canal que conectara el río Nilo con el mar Rojo.   Este canal, conocido como el "Canal de los Faraones", fue un proyecto ambicioso que buscaba facilitar el comercio y la navegación entre el Mediterráneo y el mar Rojo.  Aunque Necho II logró avanzar en la construcción, el canal no fue completado durante su reinado. Más tarde, el rey persa Darío I continuó con el proyecto, logrando conectar el Nilo con el mar Rojo a través del Wadi Tumilat y los lagos Amargos .
Este canal fue utilizado durante siglos y es considerado un precursor del actual Canal de Suez. Su existencia demuestra la importancia estratégica que los antiguos egipcios otorgaban a las vías fluviales para el comercio y la expansión territorial.

## Viajes famosos

### Viaje de Henu
Henu era un funcionario de Mentuhotep IV, y acaudilló una expedición al país de Punt (circa 1970 a. C.) de la que quedó un registro: el primer viaje de la historia narrado por sus propios protagonistas. Su viaje tenía doble finalidad, política y comercial, ya que debía comprar incienso y propagar el gran poder del faraón. Tomó un camino poco habitual: en lugar de viajar al este hasta llegar al mar Rojo, partió en dirección sureste, guiado por habitantes del desierto:

Salí de Coptos por el camino trazado. (...) Los exploradores abrían la marcha, los hijos del desierto formaban la retaguardia. Todos los escribas de Su Majestad estaban a mis órdenes.
 
Salí con un ejército de tres mil hombres, transformé el camino en río, el país rojo en un prado. Di cada día un odre, un bastón, dos jarras de agua y veinte panes a cada hombre. (...) Hice doce pozos en el uadi, dos en Iaheteb, otro en el punto en que se unen las aguas. (...) Alcancé el Gran Verde, hice el barco y lo equipé. (...) Llevé todos los productos que encontré en las dos orillas de Tonutir (...) Volví por Uag y Rohanw.

### Viaje de Hatshepsut
Realizado en el año 1464 a. C., este viaje a Punt se realizó bajo el mando de Nehesi, portador del sello real. La expedición tenía una doble misión: el tradicional comercio de maderas preciosas, oro e incienso y la realización de un estudio sobre el país, tanto sobre las condiciones geográficas como políticas y sociales. 
Fue descrito como una gran odisea en las paredes de la primera terraza de su templo de Deir el-Bahari, el Dyeser-Dyeseru. El resultado fue un enriquecimiento de las arcas reales

### Viaje de Unamón
Relatado en el papiro 120 de Moscú, el viaje demuestra la pérdida de poder e influencia de Egipto a través de los desprecios infringidos a Unamón, que viajó a Biblos circa 1050 a. C. para comprar madera (probablemente de cedro) para un nuevo barco sagrado. Después de haber visitado a Esmendes I en Tanis, Unamón se detiene en el puerto de Dor, gobernado por el príncipe Tyeker Beder, donde fue desvalijado. 
En Biblos, Unamón visitó al rey Zakar-Baal, este último se negó a que le entregasen la madera perdida, pidiendo que el sacerdote pagase para obtener noticias, una práctica contraria a la tradición. Unamón entonces tuvo que pedir a Esmendes más oro, un gesto humillante. Después de un año de espera en Biblos, Unamón se dirigió a Alashiya (Chipre), dónde quisieron matarlo, antes de recibir la protección de la reina Hatbi. La historia se detiene aquí porque falta el resto del papiro.

### Viaje a Bactriana
Ramsés II ordenó un viaje con un destino más lejano que Punt: Bactriana, de donde procedía el lapislázuli, inexistente en África. En general, los egipcios lo adquirían en Tefrer, una ciudad situada en el canal que unía el Tigris con el Éufrates. En Tefrer, posiblemente Sippar, compraban también otra piedra a la que daban el nombre de la ciudad (tefrer) y que no ha sido identificada.
Una de las esposas de Ramsés era hija del rey de Bactriana, y recibió aviso de que su hermana estaba muy enferma. El faraón envió a uno de sus mejores médicos, pero la princesa no sanaba: tras el inútil viaje de otro médico, se decidió enviar al dios Jonsu, protector de los enfermos y regulador de los destinos. Una flota compuesta por un gran barco y otros cinco pequeños como escolta tardó un año y cinco meses en llegar a su destino tras bordear Arabia y remontar el Indo. Jonsu permaneció en el palacio real casi cuatro años, hasta que el rey lo devolvió junto con grandes regalos. El mensajero había llegado a Tebas en el año XV de Ramsés y el dios regresó el año XXIII, tras los cinco viajes entre Bactriana y Tebas.